# Refuge des Conscrits
Das Refuge des Conscrits ist eine Schutzhütte der Sektion Saint-Gervais des Club Alpin Français im französischen Teil der Mont-Blanc-Gruppe.

## Lage und Betrieb
Die Hütte befindet sich am Südhang der Aiguille de la Bêrangere auf 2602 m (andere Angabe: 2580 m) oberhalb des Glacier de Tré la Tête. Der heutige Bau wurde 1997 in modernem Stil errichtet, die Überreste der alten 1995 abgerissenen Hütte befinden sich östlich (nur noch Fundamente sichtbar).
Die Hütte wird vom Club Alpin Français betrieben und ist von März bis September geöffnet. Sie bietet Platz für bis zu 90 Personen, der sich auf 70 Lager- und 20 Zimmerplätze verteilt. Zusätzlich ist ein ganzjährig zugänglicher Winterraum vorhanden.

## Zustieg und Touren
Der Normalweg zur Hütte führt vom Ortsteil Le Cugnon der Talgemeinde Les Contamines-Montjoie auf 1180 m zunächst über einen bewaldeten Serpentinenweg in rund zweieinhalb Stunden zum 1970 m hoch gelegenen Hotel de Tré la Tête (auch: Refuge de Tré la Tête). Von dort geht der Weg flach in den schluchtartigen unteren Teil des Torrent de Tré la Tête genannten Tals des Tré la Tête-Gletschers, über dessen schuttbedeckten unteren Teil der Weg bis zum Gletscherbruch ansteigt. Linkerhand an den steilen, vom Gletscher abgeschliffenen Felswänden führt eine Leiterkaskade (Gesamthöhe ca. 100 m) auf die darüberliegenden Wiesenflächen – der früher übliche Weg durch den Gletscherbruch ist heute nicht mehr zugänglich, da aufgrund des Gletscherrückgangs ein sicherer Ausstieg aus dem Gletscherbett nicht mehr möglich ist. Vom oberen Ende der Leitern steigt der Weg über grasbewachsene Hochflächen weiter in einer knappen Stunde bis zur Hütte an. Alternativ führt von oberhalb des Refuge de Tré la Tête ein neuer, teilweise mit Seilen versicherter Sommerweg zur Hütte. Eine tiefe Schlucht wird dabei mittels einer Hängebrücke überwunden.
Durch die zentrale Lage im südlichen Mont-Blanc-Massiv sind viele Berge in der Umgebung zugänglich, als Hausberg gilt der Dômes de Miage, der Ziel der meisten Hüttengäste ist. Daneben sind u. a. Touren auf den Mont Tondu, die Aiguilles des Glaciers und die Aiguille de Tré la Tête möglich, die mit 3930 m den höchsten Punkt des südlichen Mont-Blanc-Massivs bildet.

## Kartenmaterial
- Institut Géographique National (IGN): Topografische Karte 1:25.000, Blatt 3630 OT, Chamonix Mont-Blanc. 2010.